# Liste des titres musicaux numéro un en France en 1987
Cette page liste les singles et albums classés numéro un des ventes de disques en France par le Syndicat national de l'édition phonographique pour l'année 1987.
Le classement des singles (Top 50) est hebdomadaire, celui des albums (Top 20) est mensuel jusqu'en mars où il devient bimensuel (Top 30)

## Classement des singles
| Semaine | Sortie       | Artiste         | Titre                                 | Certification |
| ------- | ------------ | --------------- | ------------------------------------- | ------------- |
| 1       | 4 janvier    | Elsa            | T'en va pas                           | Or            |
| 2       | 11 janvier   | Elsa            | T'en va pas                           | Or            |
| 3       | 18 janvier   | Elsa            | T'en va pas                           | Or            |
| 4       | 25 janvier   | Elsa            | T'en va pas                           | Or            |
| 5       | 1er février  | Elsa            | T'en va pas                           | Or            |
| 6       | 8 février    | Elsa            | T'en va pas                           | Or            |
| 7       | 15 février   | Elsa            | T'en va pas                           | Or            |
| 8       | 22 février   | Elsa            | T'en va pas                           | Or            |
| 9       | 1er mars     | Francis Lalanne | On se retrouvera                      | Platine       |
| 10      | 8 mars       | Francis Lalanne | On se retrouvera                      | Platine       |
| 11      | 15 mars      | Francis Lalanne | On se retrouvera                      | Platine       |
| 12      | 22 mars      | Francis Lalanne | On se retrouvera                      | Platine       |
| 13      | 29 mars      | Francis Lalanne | On se retrouvera                      | Platine       |
| 14      | 5 avril      | Francis Lalanne | On se retrouvera                      | Platine       |
| 15      | 12 avril     | Licence IV      | Viens boire un p'tit coup à la maison | Platine       |
| 16      | 19 avril     | Licence IV      | Viens boire un p'tit coup à la maison | Platine       |
| 17      | 26 avril     | Licence IV      | Viens boire un p'tit coup à la maison | Platine       |
| 18      | 3 mai        | Licence IV      | Viens boire un p'tit coup à la maison | Platine       |
| 19      | 10 mai       | Licence IV      | Viens boire un p'tit coup à la maison | Platine       |
| 20      | 17 mai       | Licence IV      | Viens boire un p'tit coup à la maison | Platine       |
| 21      | 24 mai       | Licence IV      | Viens boire un p'tit coup à la maison | Platine       |
| 22      | 31 mai       | Licence IV      | Viens boire un p'tit coup à la maison | Platine       |
| 23      | 7 juin       | Licence IV      | Viens boire un p'tit coup à la maison | Platine       |
| 24      | 14 juin      | Licence IV      | Viens boire un p'tit coup à la maison | Platine       |
| 25      | 21 juin      | Licence IV      | Viens boire un p'tit coup à la maison | Platine       |
| 26      | 28 juin      | Licence IV      | Viens boire un p'tit coup à la maison | Platine       |
| 27      | 5 juillet    | Licence IV      | Viens boire un p'tit coup à la maison | Platine       |
| 28      | 12 juillet   | Madonna         | La isla bonita                        | Or            |
| 29      | 19 juillet   | Madonna         | La isla bonita                        | Or            |
| 30      | 26 juillet   | Madonna         | La isla bonita                        | Or            |
| 31      | 2 août       | Vanessa Paradis | Joe le taxi                           | Platine       |
| 32      | 9 août       | Vanessa Paradis | Joe le taxi                           | Platine       |
| 33      | 16 août      | Vanessa Paradis | Joe le taxi                           | Platine       |
| 34      | 23 août      | Vanessa Paradis | Joe le taxi                           | Platine       |
| 35      | 30 août      | Vanessa Paradis | Joe le taxi                           | Platine       |
| 36      | 6 septembre  | Vanessa Paradis | Joe le taxi                           | Platine       |
| 37      | 13 septembre | Vanessa Paradis | Joe le taxi                           | Platine       |
| 38      | 20 septembre | Vanessa Paradis | Joe le taxi                           | Platine       |
| 39      | 27 septembre | Vanessa Paradis | Joe le taxi                           | Platine       |
| 40      | 4 octobre    | Vanessa Paradis | Joe le taxi                           | Platine       |
| 41      | 11 octobre   | Vanessa Paradis | Joe le taxi                           | Platine       |
| 42      | 18 octobre   | Los Lobos       | La Bamba                              | Or            |
| 43      | 25 octobre   | Los Lobos       | La Bamba                              | Or            |
| 44      | 1er novembre | Los Lobos       | La Bamba                              | Or            |
| 45      | 8 novembre   | Los Lobos       | La Bamba                              | Or            |
| 46      | 15 novembre  | Los Lobos       | La Bamba                              | Or            |
| 47      | 22 novembre  | Los Lobos       | La Bamba                              | Or            |
| 48      | 29 novembre  | Los Lobos       | La Bamba                              | Or            |
| 49      | 6 décembre   | Los Lobos       | La Bamba                              | Or            |
| 50      | 13 décembre  | Los Lobos       | La Bamba                              | Or            |
| 51      | 20 décembre  | Los Lobos       | La Bamba                              | Or            |
| 52      | 27 décembre  | Los Lobos       | La Bamba                              | Or            |

## Classement des albums

### Classement mensuel (Top 20)
| Mois    | Artiste       | Titre      |
| ------- | ------------- | ---------- |
| Janvier | Coluche       | Mimi 86    |
| Février | Michel Sardou | Musulmanes |

### Classement bimensuel (Top 30)
| Semaines | Sortie       | Artiste                      | Titre                              |
| -------- | ------------ | ---------------------------- | ---------------------------------- |
| 9 10     | 2 mars       | Paul Simon                   | Graceland                          |
| 11 12    | 18 mars      | Paul Simon                   | Graceland                          |
| 13 14    | 2 avril      | U2                           | The Joshua Tree                    |
| 15 16    | 15 avril     | U2                           | The Joshua Tree                    |
| 17 18    | 30 avril     | U2                           | The Joshua Tree                    |
| 19 20    | 14 mai       | U2                           | The Joshua Tree                    |
| 21 22    | 28 mai       | U2                           | The Joshua Tree                    |
| 23 24    | 11 juin      | U2                           | The Joshua Tree                    |
| 25 26    | 25 juin      | U2                           | The Joshua Tree                    |
| 27 28    | 9 juillet    | U2                           | The Joshua Tree                    |
| 29 30    | 23 juillet   | U2                           | The Joshua Tree                    |
| 31 32    | 6 août       | U2                           | The Joshua Tree                    |
| 33 34    | 20 août      | Madonna                      | True Blue                          |
| 35 36    | 3 septembre  | Madonna                      | True Blue                          |
| 37 38    | 17 septembre | Michael Jackson              | Bad                                |
| 39 40    | 1er octobre  | Michael Jackson              | Bad                                |
| 41 42    | 15 octobre   | Michael Jackson              | Bad                                |
| 43 44    | 29 octobre   | Los Lobos et divers artistes | La Bamba (bande originale du film) |
| 45 46    | 12 novembre  | Jean-Jacques Goldman         | Entre gris clair et gris foncé     |
| 47 48    | 26 novembre  | Jean-Jacques Goldman         | Entre gris clair et gris foncé     |
| 49 50    | 10 décembre  | Jean-Jacques Goldman         | Entre gris clair et gris foncé     |
| 51 52    | 24 décembre  | Jean-Jacques Goldman         | Entre gris clair et gris foncé     |